# Деньковский сельский округ
Деньковский сельский округ — упразднённая административно-территориальная единица, существовавшая на территории Истринского района Московской области в 1994—2004 годах.
Деньковский сельсовет был образован в первые годы советской власти. По данным 1919 года он входил в состав Мамошинский волости Рузского уезда Московской губернии.
9 марта 1921 года Мамошинская волость была передана в Воскресенский уезд.
В 1924 году к Деньковскому с/с были присоединены Давыдковский и Шапкинский с/с, но уже в 1927 году они были выделены обратно.
По данным 1926 года в состав сельсовета входили село Гомово, деревни Антоновка, Давыдково, Деньково, Колпаки, Надеждино, Пашково, Шапково, а также с/х артель «Отрада», лесная сторожка, ж/д казармы, станция, 2 ж/д будки, 6 хуторов, посёлки Красный, Лесодолгоруково и Марь.
В 1929 году Деньковский с/с был отнесён к Новопетровскому району Московского округа Московской области.
5 апреля 1936 года к Деньковскому с/с был присоединён Давыдковский с/с.
3 июня 1959 года Новопетровский район был упразднён и Деньковский с/с был передан в Рузский район.
16 сентября 1960 года Деньковский с/с был передан в восстановленный Истринский район.
1 февраля 1963 года Истринский район был упразднён и Деньковский с/с вошёл в Солнечногорский сельский район. 11 января 1965 года Деньковский с/с был возвращён в восстановленный Истринский район.
3 февраля 1994 года Деньковский с/с был преобразован в Деньковский сельский округ.
24 июля 2003 года в Деньковском с/о посёлок станции Лесодолгоруково и посёлок Леспромхоза были объединены в посёлок Лесодолгоруково.
22 апреля 2004 года Деньковский с/о был упразднён, а его территория передана в Новопетровский сельский округ.